# 今野義雄
今野 義雄（こんの よしお、1966年12月14日 - ）は、日本の実業家、音楽プロデューサー。株式会社ソニー・ミュージックエンタテインメント執行役員、株式会社ソニー・ミュージックレーベルズ取締役執行役員専務、乃木坂46合同会社職務執行者、Seed & Flower合同会社職務執行者。乃木坂46運営委員会委員長、欅坂46（櫻坂46）運営委員会委員長、日向坂46運営委員会委員長。
坂道シリーズの最高責任者であり、坂道シリーズ大ヒットの立役者である（詳細は後述）。

## 人物・経歴
1966年12月14日生まれ。立教大学卒業。
坂道シリーズの総合プロデューサー秋元康からは「今野」、メンバーからは「今野さん」と呼ばれることが多く、『＃乃木坂世界旅 今野さんほっといてよ!』のように、テレビ番組のタイトルにもなっている。
ソニー・ミュージックレーベルズのA＆Rプロデューサーとして、石井竜也、Hysteric Blue、YUI、伊藤由奈など多くのミュージシャンのプロデュースに携わる。沢尻エリカや黒木メイサといった女優の歌手デビューも成功させた。
当初契約していたAKB48を逃したソニーミュージックが、2011年に、AKBのシャドーキャビネットを作りリベンジしたいと結成された乃木坂46の運営委員会委員長に就任し、クリエイティブ管理やマネジメントを行う。2015年から、欅坂46運営委員会委員長を兼務。
秋元康がAKB48グループ、乃木坂46グループ全体の指針を決定するプロデューサーならば、今野が乃木坂、欅坂のより具体的な方向性を定めて、彼女たちの芸能活動の内容からイメージ戦略に至るまで坂道グループの在り方を決定し、運営全般を統括している。また、最終的に乃木坂・欅坂のメンバーを決定したのは、総合プロデューサーの秋元康だが、数万人の候補者の中から100人までに絞ったのは今野であり、プロっぽくなく、かつ人から好かれる人間性を持った子を最低条件にメンバーを絞っていった。また、オーディションの選考においては「洋服が絶対似合うなっていう子」にこだわったと語っており、「だから実は、骨格なんですよ。うちの子たちが全員ズラッと並んだ時にある程度統一した美しさが出るのは、全員脚が綺麗だからです」と、脚線美を重視していたことを明かしている。
乃木坂46の結成当初から成長過程をカメラにおさえた商品企画や、メンバーそれぞれの個人PVなどの企画はファンから好評となり、彼がいなければ売上は半分以下となっていたとも言われ、乃木坂・欅坂の大ヒットの立役者としても知られている。
2022年5月15日に横浜・日産スタジアムで開催された乃木坂46デビュー10周年記念ライブ『乃木坂46 10th YEAR BIRTHDAY LIVE』では、影ナレーションを担当し、デビュー10周年を迎えた感謝を伝えた。
また、2023年5月18日に東京ドームで行われた『齋藤飛鳥卒業コンサート』のday2においても乃木坂合同会社チーフマネージャー菊地友と共に影ナレーションを担当。菊地氏がグループを約11年にわたり支え続けた最後の一期生、齋藤飛鳥への感謝を伝えたのち、今野氏が同コンサートを声出しありのライブとして行うために開催時期を延期したことなどを語り、最後には会場のファンとともに乃木坂46の円陣の際の掛け声（「努力・感謝・笑顔、うちらは乃木坂上り坂、フォーティーシックス！ 」）を合唱した。
2025年4月1日付けで株式会社ソニー・ミュージックエンタテインメント執行役員、株式会社ソニー・ミュージックレーベルズ取締役執行役員専務に就任。